# Застава 128
Застава 128 (позната као „Осмица“) је мали породични ауто, југословенска верзија аутомобила „Фијата 128“.
Сарадња између Фијата и Заставе на моделу „128“ отпочела је 1971. године када је Застава почела са производњом модела „101“, који је био измењена варијанта модела „128“. Када је 1980. године Фијат одлучио да прекине производњу модела „128“ понудио је Застави да она настави са његовом производњом, што је прихваћено и производња је отпочела 15. маја 1980. године.
Застава 128 се израђивала у верзији са четворо врата и са моторима од 1,1 и 1,3 литре од 55 и 65 КС. До краја производње 128-ице, крајем 2003. године, из фабрике је изашло преко 230.000 примерака. Највећи број извезених модела (преко 88.000) је завршио у Каиру, па се за Египат може рећи да је земља са највећим бројем „Осмица“ на свету.
| Бензински мотор | Бензински мотор | Бензински мотор     | Бензински мотор | Бензински мотор   | Бензински мотор | Бензински мотор |
| Тип             | Радна запремина | Снага               | Обртни момент   | Максимална брзина | Комб. потрошња  |                 |
| --------------- | --------------- | ------------------- | --------------- | ----------------- | --------------- | --------------- |
| 128 Skala 55    | 1.116 cm3         | 40.5 (55 КС) @ 6000 | 77,5 @ 3.000    | 135 km/h              | 7.0 l/100km            |                 |
| 128 Skala 65    | 1.299 cm3         | 48 (65 КС) @ 6000   | 98 @ 3.000      | 140 km/h              | 7.4 l/100km            |                 |